# ديفيد هرنانديز بيريز
ديفيد هرنانديز بيريز (بالإسبانية: David Hernández Pérez)‏ هو سياسي مكسيكي، ولد في 30 مارس 1960 في غوادالاخارا في المكسيك. نشط حزبياً في الحزب الثوري المؤسساتي. وقد انتخب عضو مجلس النواب المكسيك.